# Hołowsko
Hołowsko lub Hołowska (ukr. Головське) – wieś na Ukrainie, w obwodzie lwowskim, w rejonie drohobyckim (do 2020 roku w rejonie turczańskim). Miejscowość liczy około 257 mieszkańców (2008).
W 1921 liczyła około 752 mieszkańców. Przed II wojną światową w granicach Polski, wchodziła w skład powiatu turczańskiego.

## Ważniejsze obiekty
- Cerkiew św. Mikołaja